# Компензаторно образовање
Компензаторни програми су планске интервенције чији је циљ да се спречи или надокнади интелектуално, социјално, емоционално и физичко заостајање деце и одраслих из социо-економски и образовно депривираних средина.

## Групни и индивидуални програми
Постоје групно и индивидуално оријентисани програми (као и њихове комбинације). Код индивидуално оријентисаних програма пажња се усмерава на појединачно дете. Такви су, на пример "туторски кућни програми", у којима стручњаци посећују угрожене породице. Такође, у индивидуалним програмима могуће је да стручњак не ради директно са дететом, већ са родитељима, обучавајући их како да раде са дететом.

## Област компензације
Компензаторни програми често инсистирају само на интелектуалним и школским постигнућима, јер подстицање интелектуалног развоја доводи до развоја и других аспеката личности. Евалуација ефеката компензаторних програма је једноставнија када су у питању интелектуална постигнића детета.

## Организација програма
Компензаторни програми могу бити усмерени на различите узрасне групе деце, односно одраслих:
- деца од 1-3 године - рад са овом децом се одвија посредно, оспособљавањем мајки да се на адекватан начин баве дететом:
- деца од 4-6 година- предшколски компензаторни програм;
- деца од 7-10 година - школски компензаторни програм;
- деца од 11-14 година - школски компензаторни програм;
- омладина адолесцентног узраста - програми професионалне оријентације;
- будући родитељи и одрасли уопште - рад са породицом.[1]